# Jan van Tongeren
Jan van Tongeren (Oldebroek, 28 juni 1897 – Amsterdam, 1 oktober 1991) was een Nederlandse kunstschilder.

## Leven en werk
Van Tongeren werd in 1897 in het Gelderse Oldebroek geboren als zoon van de klompenmaker Teunis van Tongeren en van Geertje Timmer. Hij studeerde van 1921 tot 1924 aan de Rijksnormaalschool voor Teekenonderwijzers te Amsterdam. Hij schilderde landschappen, figuurvoorstellingen, dorpsgezichten, interieurs en stillevens. Zijn stillevens werden in 1942 en in 1947 bekroond tijdens tentoonstellingen van Arti et Amicitiae in Amsterdam. Van Tongeren werkte als schilder in Amsterdam, maar daarnaast ook in de provincies Gelderland en Limburg. Ook werkte hij meerdere malen in België, Luxemburg en Oostenrijk.
Naast zijn werk als schilder gaf hij tekenles aan de Avondambachtsschool Concordia Inter Nos en de Hendrik de Keijserschool te Amsterdam en Rijkskweekschool voor onderwijzers en onderwijzeressen te Utrecht. Van 1930 tot 1963 was hij als leraar tekenen en schilderen verbonden aan het Rijksinstituut tot Opleiding van Teekenleeraren te Amsterdam. De laatste twee jaar, van 1961 tot 1963, was hij adjunct-directeur van deze instelling. Hij gaf onder meer les aan de beeldend kunstenaars Henk Krijger, Hermanus van der Meijden en Peter Zondervan.
Van Tongeren overleed in oktober 1991 op 94-jarige leeftijd in Amsterdam.